# Atraphaxis rodinii
Atraphaxis rodinii är en slideväxtart som beskrevs av V.P. Bochantsev. Atraphaxis rodinii ingår i släktet Atraphaxis och familjen slideväxter. Inga underarter finns listade i Catalogue of Life.